# Ouagadougou Airport
Ouagadougou Airport är en flygplats i Burkina Faso. Den ligger i den centrala delen av landet, i huvudstaden Ouagadougou. Ouagadougou Airport ligger 316 meter över havet.
Terrängen runt Ouagadougou Airport är platt. Runt Ouagadougou Airport är det mycket tätbefolkat, med 1 135 invånare per kvadratkilometer.. Närmaste större samhälle är Ouagadougou, 2,7 km nordväst om Ouagadougou Airport.
Runt Ouagadougou Airport är det i huvudsak tätbebyggt.